# 三菱Mizushima
三菱Mizushima（日语：三菱・みずしま）是由日本新三菱重工業（三菱重工業前身）於1946至1962年期間製造銷售的三輪卡車。本條目一併記述後繼生產至1962年為止的「三菱號」，以及1959年衍生而出的輕型三輪卡車「三菱Leo」等車型。

## 概要
此款三輪卡車除了保留以往製造軍用卡車的技術與機械構造，也參考其他對手的同級競品，做出構造簡單但堅固耐用的產品。第二次世界大戰戰敗之後三菱財閥試圖轉型，其中三菱重工業關係企業將重心放在面向政府機關及大型企業的產品上。作為自行開發製造面向民間中小型企業的先驅，此款三輪卡車成為三菱汽車製造史上的里程碑，因為它和三菱Silver Pigeon摩托車共同代表了該公司對於繁榮日本戰後交通上的貢獻。
和其他競爭對手比起來，三菱Mizushima的款式雖然不多，但因早期銷售網路完整，以及1949年9月領先業界率先推出按月租購的方式，在市場上也佔有一席之地。該車款的優良品質也值得一提，尤其是1940年代後期的車型，引擎曲軸箱等主要部件採用鋁合金製成，載貨車斗則採用飛機機體等級的鋁合金。這在日本車壇是絕無僅有的，原因乃是大量挪用了戰時製造軍機的庫存材料。關於車名「Mizushima」出自其製造工廠名稱，亦即新三菱重工業麾下的「水島」製作所，至1962年為止整個車系總共生產了91,050輛。

## 型式

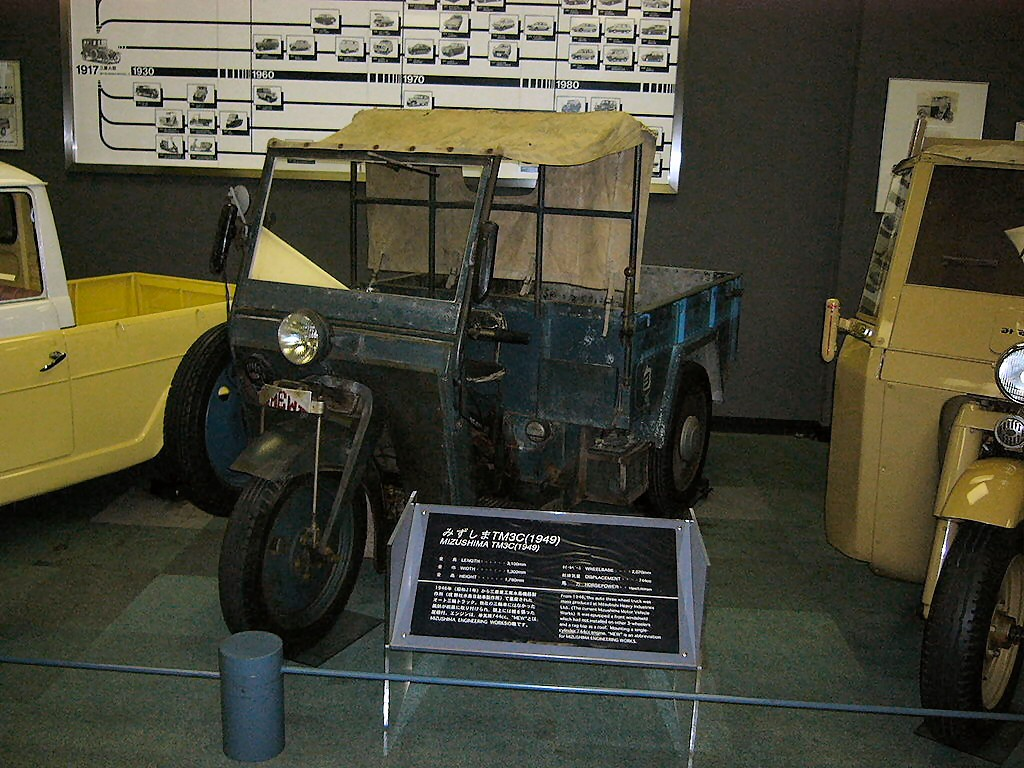
1949年製的TM3C型

三菱Mizushima歷經好幾代的變革，車型計有：
1. XTM1型[3]：為了讓駕駛者遮風避雨，從一開始便配置了折疊式斗篷及擋風玻璃罩，動力為744c.c.氣冷式OHV單汽缸四衝程3A型引擎，最大載重400kg，車身尺寸為2,780mm×1,198mm×1,230mm。此型車款並未對外發售。
2. TM3A型：經過11輛原型車的改進後，1947年5月正式上市發售[4]。動力來源是744c.c.氣冷式OHV單汽缸四衝程3A型引擎，配合前進三速後退一速變速器，可輸出最大馬力13.5ps / 3,000rpm。
3. TM3C型：1947年推出，載貨車斗長度從1,800mm延長至2,070mm。新車價格為275,000日圓，當時昭和25年大學畢業生的起薪大約是每個月3,000日圓[5]。
4. TM3D型：1948年上市，採硬頂車廂之設計，1950年停產。
5. TM3J型：1950年發售，前叉一改往常的底部連桿搭配板片彈簧懸吊，反而引進用在飛機主起落架的油壓式減震筒前叉（一般通稱為油壓減震支柱（英语：Oleo strut）），大幅改善乘坐舒適性。
6. TM4E型：得益於朝鮮戰爭的影響，物流運輸變得更加活躍，於是三輪卡車的載重需求從0.5噸加大成1.0噸。1952年面世的此車型，搭載可榨出21ps馬力的886c.c.氣冷式OHV單汽缸四衝程ME10型引擎，最大載重達到1,000公斤[6]。載貨車斗加大，煞車也改成油壓式設計，車身長寬高為2,700mm×1,750mm×1,780㎜，車輛空重780公斤。
7. TM5F/TM5G型：1955年登場，採用發動機（英语：Starter (engine)）、雙圓燈式頭燈、前進四速變速器等配備。同時發售廉價版本的TM6型，採用744c.c.氣冷式OHV單汽缸四衝程引擎，可載重750公斤。
8. TM7型（載重1.5噸）及TM8型（載重2.0噸）：1955年登場，同時車名改成「三菱號」，不再使用Mizushima。該時期以降，引擎改成強制氣冷式直列二缸OHV的形式，動力大幅提升。但是導入封閉式車艙與圓形方向盤之後，引擎的裝載位置仍位於車艙中央而隔開左右，故仍維持2個座位。同時期其他對手產品已經將引擎移往座位底下，故有3個座位。1957年以後三輪卡車的市場逐漸萎縮，其他競爭對手逐漸往四輪卡車發展，比如東洋工業（馬自達汽車前身）在1958年4月推出的馬自達Romper。
9. TM18B型：1959年上市，搭載1.5L強制氣冷式直列二缸OHV引擎，但此時大發工業、東洋工業早已改成水冷式引擎，於是和三菱Leo同於1962年停止生產[7]。

## 三菱Leo
1959年 - 10月發售，車名來自漫畫家手塚治虫名作《小獅王》的主角。最大特徵是全鐵製的座艙，以及日本輕型三輪卡車史上首創附同步齒輪的前進三速後退一速變速器，車型區分成LT10型卡車與LT11型貨車。動力來源為310c.c.氣冷式OHV單汽缸四衝程ME20型引擎，可輸出最大馬力13ps / 4,700rpm、最大扭力2.2kg·m / 3,000rpm。
1962年 - 由於1961年發表的三菱360取得成功，三菱Leo與三菱號TM18B型遂於7月停止生產。

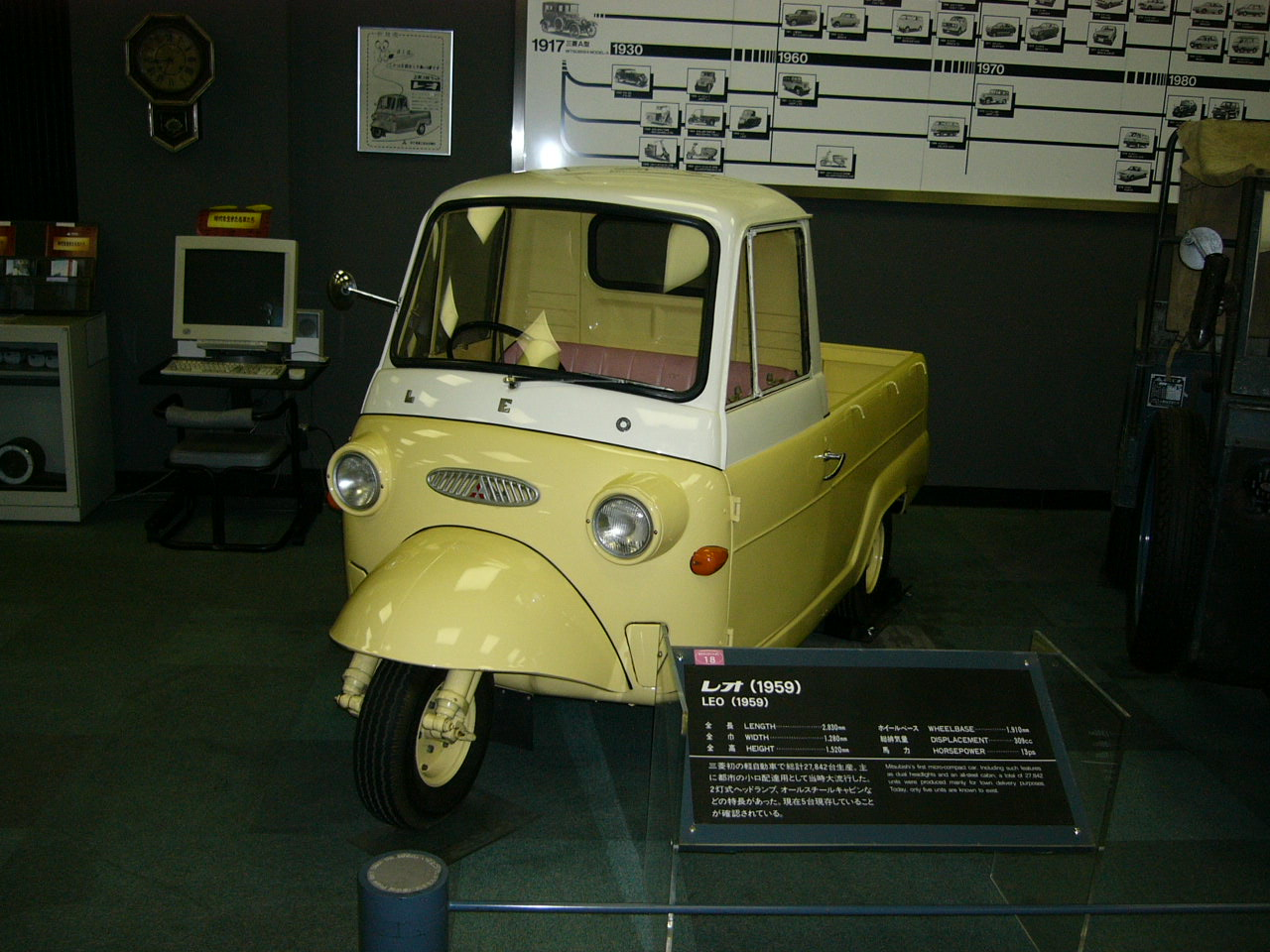
收藏於三菱汽車陳列館的Leo

## 外部連結
- （日語）日本の自動車技術330選：みずしま3輪TM3A （页面存档备份，存于）
- （日語）1953年式の三菱みずしまに遭遇 （页面存档备份，存于）
- （日語）ＭＩＺＵＳＨＩＭＡ　ＴＭ６ （页面存档备份，存于）
- （日語）三菱　ペット　レオ （页面存档备份，存于）